# Фурешти (Арђеш)
Фурешти (рум. Furești) насеље је у Румунији у округу Арђеш у општини Добрешти. Oпштина се налази на надморској висини од 331 m.

## Становништво
Према подацима из 2002. године у насељу је живело 868 становника, од којих су сви румунске националности.